# Catastrofe in mare - Il disastro della Exxon Valdez
Catastrofe in mare - Il disastro della Exxon Valdez (Dead Ahead: The Exxon Valdez Disaster) è un film per la televisione del 1992 diretto da Paul Seed.
È un film drammatico statunitense e britannico a sfondo catastrofico. È basato sul disastro petrolifero della Exxon Valdez avvenuto al largo delle coste dell'Alaska nel 1989.

## Produzione
Il film, diretto da Paul Seed su una sceneggiatura di Michael Baker e Bob Duffield, fu prodotto da John Smithson e David M. Thompson per la HBO Films e la BBC Films e girato in Alaska e a Vancouver in Canada.

## Distribuzione
Il film fu trasmesso negli Stati Uniti il 12 dicembre 1992 con il titolo Dead Ahead: The Exxon Valdez Disaster sulla rete televisiva HBO.
Altre distribuzioni:
- nel Regno Unito (Dead Ahead: The Exxon Valdez Disaster)
- in Francia (L'Exxon Valdez)
- in Spagna (Marea negra)
- in Portogallo (Morte Iminente)
- in Italia (Catastrofe in mare - Il disastro della Exxon Valdez)